# Black Kids
Black Kids is een indie rockband uit de Verenigde Staten. De band bestaat uit Owen Holmes, Kevin Snow, Dawn Watley, Ali Youngblood en Reggie Youngblood en is opgericht in 2006 in Jacksonville in Florida.

## Geschiedenis
In 2007 nam de band de eerste ep op: "Wizard of Ahhhs". Deze plaat was gratis te downloaden op de MySpace van de groep en werd door de pers zeer goed ontvangen. Het Amerikaanse blad Rolling Stone omschreef hun muziek als The Cure zonder de zwarte lippenstift en met wat "teenspirit". In 2008 kwam hun debuutalbum uit: "Partie Traumatic". De singles "I'm Not Gonna Teach Your Boyfriend How to Dance with You" en "Hurricane Jane" werden hits in het Verenigd Koninkrijk. Bernard Butler (ex-gitarist van Suede en verantwoordelijk voor platen van onder andere Duffy) zorgde voor de afronding van deze plaat. Op dit album stonden verschillende liedjes die ook op "Wizard of Ahhhs" stonden.
In 2008 stond de band op het Nederlandse festival Lowlands. In 2009 gaan ze toeren met de Kaiser Chiefs.
In februari 2017 hebben zij hun nieuw Album "ROOKIE" op Bandcamp gepubliceerd.